# Aramina
Aramina é um município brasileiro do interior do estado de São Paulo, Região Sudeste do país. Localiza-se na Aglomeração Urbana de Franca. O município é formado pela sede, pelo bairro Brejão e pelo povoado de Canindé.

## História
Em 1904, Aramina era uma estação ferroviária da Companhia Mogiana de Estradas de Ferro, construída em terras doadas por Antonio Scandiuzzi, um imigrante italiano. Antonio Torresan, natural de Treviso na Itália, era administrador da Fazenda Fortaleza em Ribeirão Preto, propriedade de João Maciel, que em 1890, adquiriu uma grande área de terras na margem esquerda do rio Grande, onde fazia suas caçadas de antas, capivaras e veados. Era a fazenda Poçãozinho que passou a ser chamada fazenda São João pelo novo proprietário.
Para formar lavouras de café na fazenda São João, Antonio Torresan trouxe de Santa Bárbara do Oeste, alguns imigrantes italianos, inclusive Antonio Scandiuzzi, que por força de um contrato trabalhou durante seis anos. Uma de suas filhas Teresa Scandiuzzi, casou-se com o administrador Antonio Torresan. Em 1902, seu pai compra pela importância de seis contos de réis uma fazenda junto ao córrego Paraíso. A partir de 1903, foi aberta a picada para o avançamento da estrada de ferro. Uma pequena estação devia ser construída, além do córrego Paraíso, mas acabou sendo edificada em terras mais arejadas, doadas por Antonio Scandiuzzi. Em torno da estação, novas casas surgiram, formando um povoado.
Na região era encontrado em abundância um pequeno arbusto, uma espécie de carrapicho conhecido por aramina que deu o nome à estação ferroviária, e depois ao povoado, que em 1934 pelo Decreto 6761 de 10 de outubro de 1934 tornou-se distrito passando a município em 28 de fevereiro de 1964 pela lei 8.092. Com o Golpe Militar de 31 de março, a instalação estendeu-se até 4 de abril de 1965. Fonte: Pelos caminhos da história de Santa Rita do Paraíso, Sebastião Angelo de Souza, 1985.

## Geografia
Localiza-se a uma latitude 20º05'25" sul e a uma longitude 47º47'09" oeste, estando a uma altitude de 614 metros. Possui uma área de 202,704 km².

### Hidrografia
- Ribeirão Tabocas
- Córrego do Paraíso

### Rodovias
- SP-330

### Ferrovias
- Variante Entroncamento-Amoroso Costa da antiga Fepasa [7]

## Demografia

### População
| Crescimento populacional                             | Crescimento populacional | Crescimento populacional | Crescimento populacional |
| Ano                                                  | População Total          |                          | %±                       |
| ---------------------------------------------------- | ------------------------ | ------------------------ | ------------------------ |
| 1970                                                 | 5 042                    |                          | —                        |
| 1980                                                 | 3 446                    |                          | −31,7%                   |
| 1991                                                 | 4 064                    |                          | 17,9%                    |
| 2000                                                 | 4 763                    |                          | 17,2%                    |
| 2010                                                 | 5 152                    |                          | 8,2%                     |
| 2022                                                 | 5 420                    |                          | 5,2%                     |
| Est. 2024                                            | 5 526                    | [ 8 ]                    | 2,0%                     |
| Fontes: Censos Demográficos IBGE e Estimativas SEADE |                          |                          |                          |

### Dados demográficos
Dados do Censo - 2000
População total: 4.763
- Urbana: 3.145
- Rural: 618
- Homens: 2.423
- Mulheres: 2.340

Densidade demográfica (hab./km²): 23,50
Mortalidade infantil até 1 ano (por mil): 10,80
Expectativa de vida (anos): 74,19
Taxa de fecundidade (filhos por mulher): 2,31
Taxa de alfabetização: 89,52%
Índice de Desenvolvimento Humano (IDH-M): 0,794
- IDH-M Renda: 0,700
- IDH-M Longevidade: 0,820
- IDH-M Educação: 0,861

(Fonte: IPEADATA)

## Política e administração
- Prefeita: Maria Madalena da Silva
- Vice-prefeito: Luiz Carlos Campos Colmanetti
- Presidente da câmara: Lheslie Jesuino

## Infraestrutura

### Comunicações
O sistema de telefones automáticos foi inaugurado na cidade pela Companhia de Telecomunicações do Brasil Central (CTBC), que também implantou o sistema de discagem direta à distância (DDD) em 1983 com o código de área (016).

## Religião
O Cristianismo se faz presente na cidade da seguinte forma:

### Igreja Católica
| Diocese           | Paróquia      |
| ----------------- | ------------- |
| Diocese de Franca | Santo Antônio |

A Paróquia Santo Antônio foi criada no ano de 2005.

### Igrejas Evangélicas
Entre as igrejas protestantes históricas, pentecostais e neopentecostais, encontram-se na cidade:
- Assembleia de Deus Ministério do Belém.[19][20]
- Congregação Cristã no Brasil.[21]